# سختی موس
سختی یکی از ویژگی‌های مهم مواد است، چرا که با اندازه گیری آن می‌توان بسیاری از خواص دیگر ماده را تخمین زد. به همین دلیل، تاکنون روش‌های گوناگونی برای گزارش مقدار عددی سختی ابداع شده است. روش سختی سنجی موس که بیشتر در زمینه سرامیک و زمین‌شناسی کاربرد دارد، یکی از این روش‌ها است. قابلیت های این روش در کنار سادگی آن، باعث شده که از آن در سختی سنجی طیف گسترده ای از مواد استفاده شود.
سختی، مقاومت یک ماده در برابر تغییر شکل پلاستیک در سطح آن است. تا به حال روش‌های متنوعی برای اندازه‌گیری سختی مواد ابداع شده است. به عنوان مثال برخی از این روش‌ها بر مبنای سایش و ایجاد خراش و برخی دیگر بر مبنای میزان فرورفتگی جسمی خارجی، سختی ماده را اندازه گیری می کنند. آزمایش سختی سنجی موس یکی از مهم‌ترین آزمایش‌ها برای تعیین سختی کانی‌ها و مواد معدنی است. به منظور سنجش سختی کانی‌ها ده کانی به عنوان مبنای سختی انتخاب شده‌است که از لحاظ سخت بودن هر کدام یک درجهٔ کامل فرق دارند. زیرا بعضی کانی‌ها از هم دیگر نیم درجه یا به صورت کسری تفاوت دارند؛ و با خراشیدن یکی بر روی یکی دیگر از این ده کانی می‌توان سختی سایر کانی‌ها را با آن‌ها مقایسه کرد. این مقیاس توسط کانی‌شناس آلمانی فردریک موس ابداع شد.
در این مقیاس، نرم‌ترین کانی تالک یا پودر بچه با درجه سختی ۱ و سخت‌ترین کانی الماس با درجه سختی ۱۰ می‌باشد. کانی‌ها در طبیعت به سه شکل ساخته شده‌اند: آذرین، رسوبی و دگرگونی. در جدول زیر سختی مطلق (به انگلیسی: Turner-Sclerometer) چند کانی بعنوان نمونه آورده شده‌ است:
| سختی بر حسب موس | کانی سختی                     | درجهٔ سختی | تصویر |
| ۱               | تالک (Mg۳Si۴O۱۰(OH)۲)         | ۱         |       |
| ۲               | ژیپس (CaSO۴·۲H۲O)             | ۲         |       |
| ۳               | کلسیت (CaCO۳)                 | ۹         |       |
| ۴               | فلوئوریت (CaF۲)               | ۲۱        |       |
| ۵               | آپاتیت (Ca۵(PO۴)۳(OH-,Cl-,F-) | ۴۸        |       |
| ۶               | فلداسپات ارتو کلاز (KAlSi۳O۸) | ۷۲        |       |
| ۷               | کوارتز (SiO۲)                 | ۱۰۰       |       |
| ۸               | توپاز (Al۲SiO۴(OH-,F-)۲)      | ۲۰۰       |       |
| ۹               | کروندم (Al۲O۳)                | ۴۰۰       |       |
| ۱۰              | الماس (C)                     | ۱۵۰۰      |       |

## تاریخچه

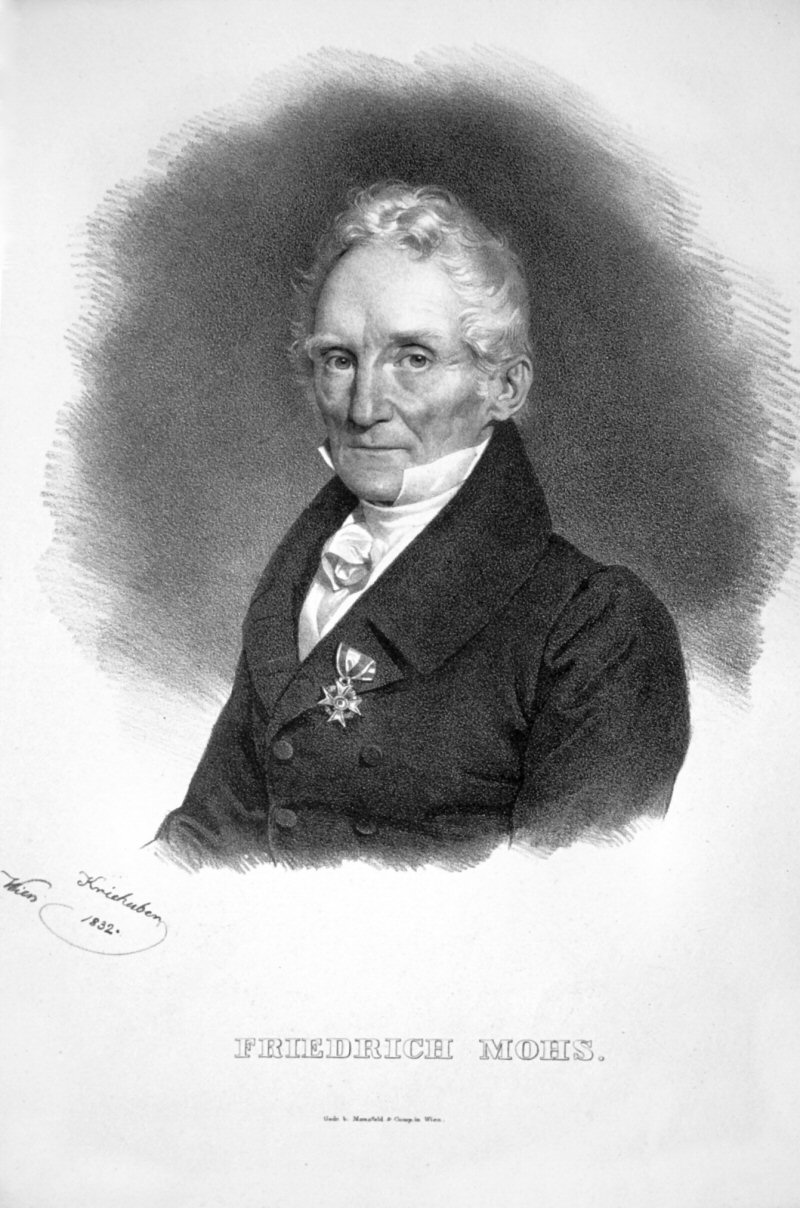
فردریک موس در سال ۱۸۳۲

در سال 1812 میلادی شخصی به نام فردریش موهس که کانی شناسی آلمانی بود مقیاسی را برای تعیین سختی کانی‌ها و مقایسه و رتبه‌بندی آن‌ها معرفی کرد. این روش که با هدف رسیدن به ارزیابی نسبی سختی مواد معدنی معرفی شده بود نیازی به تجهیزات تخصصی نداشت. چرا که در مرحله اول سختی مواد بر اساس مشاهدات ذهنی ارزیابی می‌شد. مثل پاسخ به این سوال که آیا یک کانی می‌تواند کانی دیگری را خراش دهد یا خیر. به همین دلیل این روش فاقد دقت لازم بوده و مقایسه دقیق سختی در کانی‌های مختلف را دشوار می‌کند.
بنا به تعریف گفته شده روش کار مقیاس موس بر اساس توانایی یک ماده معدنی در خراشیدن ماده‌ای دیگر است. روش او به این صورت بود که 10 کانی را انتخاب کرده و آن‌ها را از نرم‌ترین تا سخت‌ترین کانی مرتب کرد. بر اساس مقیاس موهس تالک، سنگ گچ، کلسیت، فلوریت، آپاتیت، فلدسپات ارتوکلاز، کوارتز، توپاز، کوروندوم، الماس به ترتیب نرم‌ترین تا سخت‌ترین مواد معدنی می‌باشند. این مقیاس به دلیل سادگی و کاربردی بودن در بین کانی شناسان و زمین شناسان محبوب شد. کم کم و با گذر زمان این مقیاس به رسمیت شناخته شده و کاربردهایی فراتر از کانی شناسی پیدا کرد. به عنوان مثال صنایعی مثل گوهرشناسی، باستان شناسی، علم مواد و مهندسی برای مقایسه سختی مواد از این روش استفاده می‌کنند.

## نحوه استفاده
برای سختی سنجی یک ماده به روش موس، باید با سنگ‌های مرجعی که ملاحظه کردید، بر روی آن خراش ایجاد کنیم. برای انجام این‌ کار، ابتدا باید نمونه را محکم در دست بگیرید. بهتر است این کار را روی یک میز انجام دهید تا میز تکیه گاه دست شما باشد. حال باید یکی از سنگ‌های مرجع را انتخاب کرده و با اعمال فشار با نوک آن خراشی بر روی سطح نمونه مجهول ایجاد کنید. در مرحله آخر باید وضعیت خراش ایجاد شده را بررسی کنید. برای این کار با یک برس یا مسواک سطح نمونه خراشیده شده را کاملا تمیز کنید و آن را مشاهده کنید. می‌توانید برای مشاهده دقیق‌تر از یک ذره بین کمک بگیرید. حتما حواستان باشد که بر روی نمونه شما کاملا خراش ایجاد شده باشد، نه این که فقط یک اثر قابل حذف شدن از کشیده شدن سنگ بر آن به جا مانده باشد. ظاهر خراش همانند یک شیار تیز در سطح نمونه است.
- به طور مثال عدد سختی موس برای چند فلز شناخته شده عبارت است از:

سدیم، پتاسیم= ۰٫۲ تا ۰٫۳، طلا، نقره، آلومینیوم، روی= ۲٫۵ تا ۳، فولاد= ۴، وانادیم= ۷ و کاربید تنگستن= ۹
- سختی چینی بی لعاب (آزمایش گرد خاکه) در مقیاس موس حدود ۷ است.

## معایب
اندازه‌گیری سختی به روش موس در مقایسه با سایر روش‌ها ساده‌تر می‌باشد، اما این روش محدودیت‌هایی هم دارد. به همین دلیل از آن در سختی‌سنجی‌های دقیق علمی استفاده نمی‌شود.
نسبی بودن اعداد سختی
در روش موهس اعدادی که به سختی ماده نسبت داده می‌شوند نسبی بوده و هیچ‌گاه نمی‌توان با این روش مقادیر سختی را با دقت بالایی به دست آورد. به همین دلیل است که از این روش برای کاربردهای علمی دقیق استفاده نمی‌شود.
نداشتن رابطه خطی با روش‌های دیگر
در روش موس اعداد به صورت تقریبی بوده و با روش‌های دیگر رابطه خطی ندارند. به طور مثال عدد سختی کانی‌های فلوئوریت و کلسیت در روش موس برابر با اعداد 3 و 4 می‌باشد که یک واحد اختلاف دارند اما در روش ویکرز این اختلاف 25 درصد می‌باشد. یا سختی کانی‌های کوروندوم و الماس در روش موس 9 و 10 می‌باشد و اختلاف آن یک واحد است. اما این اختلاف در روش ویکرز 300 درصد است. همان‌طور که مشخص است اختلاف سختی مواد در روش موهس به درستی لحاظ نشده و تنها به ترتیب آن‌ها اکتفا شده است.
شکستن برخی مواد حین انجام تست
برخی از موادی که روی آن‌ها تست موس انجام می‌شود ترد بوده و به راحتی می‌شکنند. بنابراین حین انجام آزمایش روی این مواد باید احتیاط زیادی را به خرج داد تا این مواد دچار شکستن نشوند.
سخت بودن آزمایش برای مواد کوچک
به طور مشخص ایجاد خراش روی یک ماده کوچک، کار راحتی نبوده و در صورت ریز بودن غیر ممکن است. بنابراین این روش در سایز نمونه محدودیت داشته و امکان انجام آن برای هر اندازه‌ای وجود ندارد.
پاسخ اشتباه در صورت وجود ناخالصی در ماده
برخی مواد شامل مقادیری از ناخالصی بوده و این امکان وجود دارد که در صورت انجام تست پاسخی با احتمال خطای زیاد به دست بیاید. بنابراین اگر مقدار سختی دور از انتظار به دست آمد باید آزمون را مجددا تکرار کرد.

## کاربرد ها
شناسایی مواد معدنی
یکی از مهمترین کاربردهای آزمون سختی موس شناسایی مواد معدنی است. زمین شناسان و کانی شناسان از این آزمایش برای تعیین سختی نسبی کانی‌ها استفاده کرده و آن‌ها را طبقه‌بندی می‌کنند. آن‌ها می‌توانند با مقایسه مقاومت یک کانی ناشناخته با مواد معدنی، گونه‌های معدنی احتمالی را مشخص کنند.
کنترل کیفیت در تولید مواد
تست سختی موس در صنایعی که موادی با سختی خاص تولید می‌کنند استفاده می‌شود. به عنوان مثال برای ساخت سرامیک و فلزات و آلیاژهای آن می‌توان از تست سختی موس استفاده کرد تا اطمینان حاصل کرد که مواد تولید شده دارای سختی مورد نیاز می‌باشند. این موضوع به حفظ کنترل کیفیت مواد کمک کرده و ثبات در تولید را تضمین می‌کند.
بررسی و اکتشافات زمین شناسان
تست سختی می‌تواند در طول بررسی‌های زمین شناسی و فعالیت‌های اکتشافی ابزار مفیدی برای زمین‌ شناسان باشد. این تست به آن‌ها اجازه می‌دهد تا به سرعت، سختی سنگ‌ها و کانی‌هایی که با آن‌ها مواجه می‌شوند را ارزیابی کرده و اطلاعاتی را در مورد ترکیب عناصر و ارزش اقتصادی آن‌ها به دست آورند.
شناسایی سنگ‌های قیمتی
صنایع مربوط به سنگ‌های قیمتی می‌توانند از روش تست سختی موهس برای تشخیص سنگ‌های قیمتی اصل از مواد مصنوعی استفاده کنند. چرا که سختی سنگ‌های قیمتی مشخص بوده و با انتخاب سنگ‌های درست می‌توان اصل بودن سنگ را تشخیص داد. به طور مثال اگر الماس و کوروندوم را به هم بکشیم این کوروندوم است که خراش برمی‌دارد. بنابراین اگر کوروندوم را به سنگی که که فکر میکنیم الماس است بکشیم و آن سنگ خراش بردارد مشخص می‌شود سنگ مورد نظر اصل نبوده و تقلبی می‌باشد.
باستان شناسی و تجزیه و تحلیل مصنوعات
از این تست می‌توان برای ارزیابی دوام و مقاومت اشیا تاریخی در برابر سایش استفاده کرد. همچنین محققان با ارزیابی سختی برخی از مواد مورد استفاده در مصنوعات می‌توانند بینشی درمورد تکنیک‌ها، ابزارها و مواد به کار رفته در تمدن‌های باستانی به دست آورند.
اهداف آموزشی
آزمون سختی موهس در برخی مراکز آموزشی و موزه‌ها برای نشان دادن مفهوم سختی معدنی و آشنایی دانش‌آموزان با رشته کانی شناسی استفاده می‌شود.

## بررسی مواد سخت تر از الماس
در مقیاس سختی موس ، بیشترین عدد سختی برای الماس در نظر گرفته شده است. ولی همان طور که می‌دانید، الماس سخت‌ترین ماده جهان نیست! در اقداماتی که محققان برای یافت ترکیبات سخت تر از الماس انجام داده‌اند، به ترکیبات سه تایی یا شبه-سه تایی از بور، کربن، نیتروژن، آلومینیوم و سیلیکون دست یافته‌اند که ساختاری مشابه الماس دارند. در موادی که اطراف ما وجود دارند، تقریبا بعید است که با این ترکیبات مواجه شویم. در صورتی هم که برای پژوهش‌های علمی با این ترکیبات سر و کار داشته باشیم، با این روش قادر نخواهیم بود عددی برای سختی گزارش دهیم.

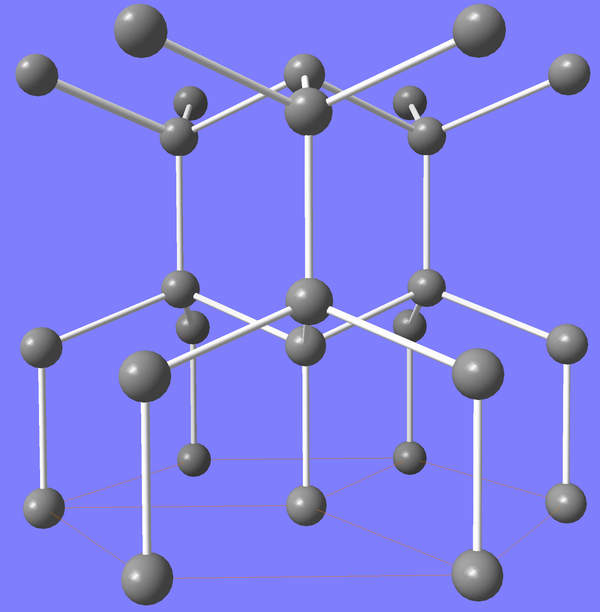
ساختار لونسدالیت با سختی بیشتر از الماس

لونسدالیت از جمله آلوتروپ های کربن است که سختی بیشتری نسبت به الماس دارد.